# Aphodius scrutator
Aphodius scrutator is een keversoort uit de familie bladsprietkevers (Scarabaeidae). De wetenschappelijke naam van de soort is voor het eerst geldig gepubliceerd in 1789 door Herbst.